# Anastrophella podocarpicola
Anastrophella podocarpicola är en svampart som beskrevs av Issh. Tanaka 2001. Anastrophella podocarpicola ingår i släktet Anastrophella och familjen Marasmiaceae.   Inga underarter finns listade i Catalogue of Life.